# Équipe du Maroc des moins de 20 ans de football
Cet article traite de l'équipe masculine. Pour l'équipe féminine, voir Équipe du Maroc féminine de football des moins de 20 ans.
Maillots
L'Équipe du Maroc de football des moins de 20 ans ou U20 est une sélection des meilleurs jeunes footballeurs marocains constituée sous l'égide de la Fédération royale marocaine de football. L'équipe prend part à la Coupe du monde de football des moins de 20 ans et à la Coupe d'Afrique des nations junior.

## Parcours
| Coupe du monde de football des moins de 20 ans | Coupe du monde de football des moins de 20 ans | Coupe du monde de football des moins de 20 ans | Coupe du monde de football des moins de 20 ans | Coupe du monde de football des moins de 20 ans | Coupe du monde de football des moins de 20 ans | Coupe du monde de football des moins de 20 ans | Coupe du monde de football des moins de 20 ans |                                              |
| Participations: 3 / 23                         | Participations: 3 / 23                         | Participations: 3 / 23                         | Participations: 3 / 23                         | Participations: 3 / 23                         | Participations: 3 / 23                         | Participations: 3 / 23                         | Participations: 3 / 23                         |                                              |
| Année                                          | Résultat                                       | MJ                                             | G                                              | N                                              | P                                              | BP                                             | BC                                             |                                              |
| ---------------------------------------------- | ---------------------------------------------- | ---------------------------------------------- | ---------------------------------------------- | ---------------------------------------------- | ---------------------------------------------- | ---------------------------------------------- | ---------------------------------------------- | -------------------------------------------- |
| 1977                                           | Premier tour                                   | 3                                              | 0                                              | 0                                              | 3                                              | 0                                              | 6                                              |                                              |
| 1979                                           | Non qualifié                                   | Non qualifié                                   | Non qualifié                                   | Non qualifié                                   | Non qualifié                                   | Non qualifié                                   | Non qualifié                                   | Non qualifié                                 |
| 1981                                           | Non qualifié                                   | Non qualifié                                   | Non qualifié                                   | Non qualifié                                   | Non qualifié                                   | Non qualifié                                   | Non qualifié                                   | Non qualifié                                 |
| 1983                                           | Non qualifié                                   | Non qualifié                                   | Non qualifié                                   | Non qualifié                                   | Non qualifié                                   | Non qualifié                                   | Non qualifié                                   | Non qualifié                                 |
| 1985                                           | Non qualifié                                   | Non qualifié                                   | Non qualifié                                   | Non qualifié                                   | Non qualifié                                   | Non qualifié                                   | Non qualifié                                   | Non qualifié                                 |
| 1987                                           | Non qualifié                                   | Non qualifié                                   | Non qualifié                                   | Non qualifié                                   | Non qualifié                                   | Non qualifié                                   | Non qualifié                                   | Non qualifié                                 |
| 1989                                           | Non qualifié                                   | Non qualifié                                   | Non qualifié                                   | Non qualifié                                   | Non qualifié                                   | Non qualifié                                   | Non qualifié                                   | Non qualifié                                 |
| 1991                                           | Non qualifié                                   | Non qualifié                                   | Non qualifié                                   | Non qualifié                                   | Non qualifié                                   | Non qualifié                                   | Non qualifié                                   | Non qualifié                                 |
| 1993                                           | Non qualifié                                   | Non qualifié                                   | Non qualifié                                   | Non qualifié                                   | Non qualifié                                   | Non qualifié                                   | Non qualifié                                   | Non qualifié                                 |
| 1995                                           | Non qualifié                                   | Non qualifié                                   | Non qualifié                                   | Non qualifié                                   | Non qualifié                                   | Non qualifié                                   | Non qualifié                                   | Non qualifié                                 |
| 1997                                           | Huitièmes de finale                            | 4                                              | 1                                              | 2                                              | 1                                              | 5                                              | 4                                              |                                              |
| 1999                                           | Non qualifié                                   | Non qualifié                                   | Non qualifié                                   | Non qualifié                                   | Non qualifié                                   | Non qualifié                                   | Non qualifié                                   | Non qualifié                                 |
| 2001                                           | Non qualifié                                   | Non qualifié                                   | Non qualifié                                   | Non qualifié                                   | Non qualifié                                   | Non qualifié                                   | Non qualifié                                   | Non qualifié                                 |
| 2003                                           | Non qualifié                                   | Non qualifié                                   | Non qualifié                                   | Non qualifié                                   | Non qualifié                                   | Non qualifié                                   | Non qualifié                                   | Non qualifié                                 |
| 2005                                           | Quatrième                                      | 7                                              | 3                                              | 1                                              | 3                                              | 11                                             | 10                                             |                                              |
| 2007                                           | Non qualifié                                   | Non qualifié                                   | Non qualifié                                   | Non qualifié                                   | Non qualifié                                   | Non qualifié                                   | Non qualifié                                   | Non qualifié                                 |
| 2009                                           | Non qualifié                                   | Non qualifié                                   | Non qualifié                                   | Non qualifié                                   | Non qualifié                                   | Non qualifié                                   | Non qualifié                                   | Non qualifié                                 |
| 2011                                           | Non qualifié                                   | Non qualifié                                   | Non qualifié                                   | Non qualifié                                   | Non qualifié                                   | Non qualifié                                   | Non qualifié                                   | Non qualifié                                 |
| 2013                                           | Non qualifié                                   | Non qualifié                                   | Non qualifié                                   | Non qualifié                                   | Non qualifié                                   | Non qualifié                                   | Non qualifié                                   | Non qualifié                                 |
| 2015                                           | Non qualifié                                   | Non qualifié                                   | Non qualifié                                   | Non qualifié                                   | Non qualifié                                   | Non qualifié                                   | Non qualifié                                   | Non qualifié                                 |
| 2017                                           | Non qualifié                                   | Non qualifié                                   | Non qualifié                                   | Non qualifié                                   | Non qualifié                                   | Non qualifié                                   | Non qualifié                                   | Non qualifié                                 |
| 2019                                           | Non qualifié                                   | Non qualifié                                   | Non qualifié                                   | Non qualifié                                   | Non qualifié                                   | Non qualifié                                   | Non qualifié                                   | Non qualifié                                 |
| 2021                                           | Annulée en raison de la pandémie de Covid-19   | Annulée en raison de la pandémie de Covid-19   | Annulée en raison de la pandémie de Covid-19   | Annulée en raison de la pandémie de Covid-19   | Annulée en raison de la pandémie de Covid-19   | Annulée en raison de la pandémie de Covid-19   | Annulée en raison de la pandémie de Covid-19   | Annulée en raison de la pandémie de Covid-19 |
| 2023                                           | Non qualifié                                   | Non qualifié                                   | Non qualifié                                   | Non qualifié                                   | Non qualifié                                   | Non qualifié                                   | Non qualifié                                   |                                              |
| 2025                                           | Qualifié                                       | Qualifié                                       | Qualifié                                       | Qualifié                                       | Qualifié                                       | Qualifié                                       | Qualifié                                       |                                              |
| Total                                          | -                                              | 14                                             | 4                                              | 3                                              | 7                                              | 16                                             | 20                                             |                                              |

| Coupe d'Afrique des nations des moins de 20 ans | Coupe d'Afrique des nations des moins de 20 ans | Coupe d'Afrique des nations des moins de 20 ans | Coupe d'Afrique des nations des moins de 20 ans | Coupe d'Afrique des nations des moins de 20 ans | Coupe d'Afrique des nations des moins de 20 ans | Coupe d'Afrique des nations des moins de 20 ans | Coupe d'Afrique des nations des moins de 20 ans |
| Participations: 11 / 23                         | Participations: 11 / 23                         | Participations: 11 / 23                         | Participations: 11 / 23                         | Participations: 11 / 23                         | Participations: 11 / 23                         | Participations: 11 / 23                         | Participations: 11 / 23                         |
| Année                                           | Résultat                                        | MJ                                              | G                                               | N                                               | P                                               | BP                                              | BC                                              |
| ----------------------------------------------- | ----------------------------------------------- | ----------------------------------------------- | ----------------------------------------------- | ----------------------------------------------- | ----------------------------------------------- | ----------------------------------------------- | ----------------------------------------------- |
| 1979                                            | Deuxième tour                                   | 2                                               | 0                                               | 1                                               | 1                                               | 0                                               | 2                                               |
| 1981                                            | Premier tour                                    | 2                                               | 1                                               | 0                                               | 1                                               | 1                                               | 1                                               |
| 1983                                            | Quart de finale                                 | 4                                               | 2                                               | 1                                               | 1                                               | 7                                               | 3                                               |
| 1985                                            | Quart de finale                                 | 4                                               | 2                                               | 1                                               | 1                                               | 4                                               | 3                                               |
| 1987                                            | Troisième                                       | 6                                               | 4                                               | 0                                               | 2                                               | 10                                              | 4                                               |
| 1989                                            | Premier tour                                    | 2                                               | 1                                               | 0                                               | 1                                               | 2                                               | 2                                               |
| 1991                                            | Non qualifié                                    | Non qualifié                                    | Non qualifié                                    | Non qualifié                                    | Non qualifié                                    | Non qualifié                                    | Non qualifié                                    |
| 1993                                            | Premier tour                                    | 3                                               | 1                                               | 0                                               | 2                                               | 4                                               | 6                                               |
| 1995                                            | Non qualifié                                    | Non qualifié                                    | Non qualifié                                    | Non qualifié                                    | Non qualifié                                    | Non qualifié                                    | Non qualifié                                    |
| 1997                                            | Vainqueur                                       | 5                                               | 3                                               | 1                                               | 1                                               | 5                                               | 2                                               |
| 1999                                            | Non qualifié                                    | Non qualifié                                    | Non qualifié                                    | Non qualifié                                    | Non qualifié                                    | Non qualifié                                    | Non qualifié                                    |
| 2001                                            | Non qualifié                                    | Non qualifié                                    | Non qualifié                                    | Non qualifié                                    | Non qualifié                                    | Non qualifié                                    | Non qualifié                                    |
| 2003                                            | Premier tour                                    | 3                                               | 0                                               | 1                                               | 2                                               | 0                                               | 5                                               |
| 2005                                            | Quatrième                                       | 5                                               | 2                                               | 3                                               | 0                                               | 8                                               | 5                                               |
| 2007                                            | Non qualifié                                    | Non qualifié                                    | Non qualifié                                    | Non qualifié                                    | Non qualifié                                    | Non qualifié                                    | Non qualifié                                    |
| 2009                                            | Non qualifié                                    | Non qualifié                                    | Non qualifié                                    | Non qualifié                                    | Non qualifié                                    | Non qualifié                                    | Non qualifié                                    |
| 2011                                            | Non qualifié                                    | Non qualifié                                    | Non qualifié                                    | Non qualifié                                    | Non qualifié                                    | Non qualifié                                    | Non qualifié                                    |
| 2013                                            | Non qualifié                                    | Non qualifié                                    | Non qualifié                                    | Non qualifié                                    | Non qualifié                                    | Non qualifié                                    | Non qualifié                                    |
| 2015                                            | Non qualifié                                    | Non qualifié                                    | Non qualifié                                    | Non qualifié                                    | Non qualifié                                    | Non qualifié                                    | Non qualifié                                    |
| 2017                                            | Non qualifié                                    | Non qualifié                                    | Non qualifié                                    | Non qualifié                                    | Non qualifié                                    | Non qualifié                                    | Non qualifié                                    |
| 2019                                            | Non qualifié                                    | Non qualifié                                    | Non qualifié                                    | Non qualifié                                    | Non qualifié                                    | Non qualifié                                    | Non qualifié                                    |
| 2021                                            | Quart de finale                                 | 4                                               | 2                                               | 2                                               | 0                                               | 4                                               | 0                                               |
| 2023                                            | Non qualifié                                    | Non qualifié                                    | Non qualifié                                    | Non qualifié                                    | Non qualifié                                    | Non qualifié                                    | Non qualifié                                    |
| 2025                                            | Finaliste                                       | 6                                               | 4                                               | 1                                               | 1                                               | 8                                               | 4                                               |
| Total                                           | -                                               | 46                                              | 22                                              | 11                                              | 13                                              | 53                                              | 37                                              |

| Championnat arabe de football des moins de 20 ans | Championnat arabe de football des moins de 20 ans | Championnat arabe de football des moins de 20 ans | Championnat arabe de football des moins de 20 ans | Championnat arabe de football des moins de 20 ans | Championnat arabe de football des moins de 20 ans | Championnat arabe de football des moins de 20 ans | Championnat arabe de football des moins de 20 ans | Championnat arabe de football des moins de 20 ans |
| Participations: 5 / 5                             | Participations: 5 / 5                             | Participations: 5 / 5                             | Participations: 5 / 5                             | Participations: 5 / 5                             | Participations: 5 / 5                             | Participations: 5 / 5                             | Participations: 5 / 5                             | Participations: 5 / 5                             |
| Année                                             | Résultat                                          | Position                                          | MJ                                                | G                                                 | N                                                 | P                                                 | BP                                                | BC                                                |
| ------------------------------------------------- | ------------------------------------------------- | ------------------------------------------------- | ------------------------------------------------- | ------------------------------------------------- | ------------------------------------------------- | ------------------------------------------------- | ------------------------------------------------- | ------------------------------------------------- |
| 2011                                              | Vainqueur                                         | 1                                                 | 5                                                 | 3                                                 | 2                                                 | 0                                                 | 6                                                 | 6                                                 |
| 2012                                              | Premier tour                                      | -                                                 | 3                                                 | 1                                                 | 1                                                 | 1                                                 | 3                                                 | 3                                                 |
| 2014                                              | Annulé                                            | Annulé                                            | Annulé                                            | Annulé                                            | Annulé                                            | Annulé                                            | Annulé                                            | Annulé                                            |
| 2020                                              | Demie-final                                       | -                                                 | 5                                                 | 4                                                 | 0                                                 | 1                                                 | 12                                                | 7                                                 |
| 2021                                              | Quart de finale                                   | -                                                 | 4                                                 | 3                                                 | 1                                                 | 0                                                 | 16                                                | 2                                                 |
| 2022                                              | Quart de finale                                   | -                                                 | 3                                                 | 2                                                 | 0                                                 | 1                                                 | 6                                                 | 4                                                 |
| Total                                             | -                                                 | -                                                 | 20                                                | 13                                                | 4                                                 | 3                                                 | 43                                                | 19                                                |

| Championnat d'Afrique du Nord des nations de football des moins de 20 ans | Championnat d'Afrique du Nord des nations de football des moins de 20 ans | Championnat d'Afrique du Nord des nations de football des moins de 20 ans | Championnat d'Afrique du Nord des nations de football des moins de 20 ans | Championnat d'Afrique du Nord des nations de football des moins de 20 ans | Championnat d'Afrique du Nord des nations de football des moins de 20 ans | Championnat d'Afrique du Nord des nations de football des moins de 20 ans | Championnat d'Afrique du Nord des nations de football des moins de 20 ans | Championnat d'Afrique du Nord des nations de football des moins de 20 ans |
| Participations: 12 / 13                                                   | Participations: 12 / 13                                                   | Participations: 12 / 13                                                   | Participations: 12 / 13                                                   | Participations: 12 / 13                                                   | Participations: 12 / 13                                                   | Participations: 12 / 13                                                   | Participations: 12 / 13                                                   | Participations: 12 / 13                                                   |
| Année                                                                     | Résultat                                                                  | MJ                                                                        | G                                                                         | N                                                                         | P                                                                         | BP                                                                        | BC                                                                        |                                                                           |
| ------------------------------------------------------------------------- | ------------------------------------------------------------------------- | ------------------------------------------------------------------------- | ------------------------------------------------------------------------- | ------------------------------------------------------------------------- | ------------------------------------------------------------------------- | ------------------------------------------------------------------------- | ------------------------------------------------------------------------- | ------------------------------------------------------------------------- |
| 2006                                                                      | Finaliste                                                                 | 4                                                                         | 2                                                                         | 2                                                                         | 0                                                                         | -                                                                         | -                                                                         |                                                                           |
| 2007                                                                      | Quatrième                                                                 | 3                                                                         | 1                                                                         | 0                                                                         | 2                                                                         | 2                                                                         | 4                                                                         |                                                                           |
| 2008                                                                      | Quatrième                                                                 | 4                                                                         | 2                                                                         | 0                                                                         | 2                                                                         | 5                                                                         | 4                                                                         |                                                                           |
| 2009                                                                      | Troisième                                                                 | 3                                                                         | 2                                                                         | 0                                                                         | 1                                                                         | 3                                                                         | 3                                                                         |                                                                           |
| 2010                                                                      | Quatrième                                                                 | 3                                                                         | 0                                                                         | 2                                                                         | 1                                                                         | 2                                                                         | 4                                                                         |                                                                           |
| 2011                                                                      | Quatrième                                                                 | 3                                                                         | 0                                                                         | 1                                                                         | 2                                                                         | 0                                                                         | 4                                                                         |                                                                           |
| 2012                                                                      | Troisième                                                                 | 2                                                                         | 1                                                                         | 0                                                                         | 1                                                                         | 3                                                                         | 3                                                                         |                                                                           |
| 2012(2)                                                                   | Troisième                                                                 | 3                                                                         | 1                                                                         | 1                                                                         | 1                                                                         | 4                                                                         | 4                                                                         |                                                                           |
| 2014                                                                      | Finaliste                                                                 | 2                                                                         | 1                                                                         | 0                                                                         | 1                                                                         | 3                                                                         | 3                                                                         |                                                                           |
| 2015                                                                      | Vainqueur                                                                 | 2                                                                         | 2                                                                         | 0                                                                         | 0                                                                         | 5                                                                         | 2                                                                         |                                                                           |
| 2016                                                                      | annulé                                                                    | annulé                                                                    | annulé                                                                    | annulé                                                                    | annulé                                                                    | annulé                                                                    | annulé                                                                    |                                                                           |
| 2019                                                                      | Quatrième                                                                 | 4                                                                         | 1                                                                         | 2                                                                         | 1                                                                         | 3                                                                         | 4                                                                         |                                                                           |
| 2020                                                                      | Vainqueur                                                                 | 3                                                                         | 1                                                                         | 2                                                                         | 0                                                                         | 2                                                                         | 1                                                                         |                                                                           |
| 2021                                                                      | Retirée                                                                   | 0                                                                         | 0                                                                         | 0                                                                         | 0                                                                         | 0                                                                         | 0                                                                         |                                                                           |
| 2022                                                                      | Troisième                                                                 | 3                                                                         | 1                                                                         | 1                                                                         | 1                                                                         | 2                                                                         | 1                                                                         |                                                                           |
| 2023                                                                      | Finaliste                                                                 | 4                                                                         | 2                                                                         | 1                                                                         | 1                                                                         | 12                                                                        | 7                                                                         |                                                                           |
| 2024                                                                      | Vainqueur                                                                 | 4                                                                         | 3                                                                         | 1                                                                         | 0                                                                         | 9                                                                         | 3                                                                         |                                                                           |
| Total                                                                     | -                                                                         | -                                                                         | -                                                                         | -                                                                         | -                                                                         | -                                                                         | -                                                                         |                                                                           |

### Jeux de la Francophonie
| Football aux Jeux de la Francophonie | Football aux Jeux de la Francophonie | Football aux Jeux de la Francophonie | Football aux Jeux de la Francophonie | Football aux Jeux de la Francophonie | Football aux Jeux de la Francophonie | Football aux Jeux de la Francophonie | Football aux Jeux de la Francophonie |
| Participations: 7 / 9                | Participations: 7 / 9                | Participations: 7 / 9                | Participations: 7 / 9                | Participations: 7 / 9                | Participations: 7 / 9                | Participations: 7 / 9                | Participations: 7 / 9                |
| Année                                | Résultat                             | MJ                                   | G                                    | N                                    | P                                    | BP                                   | BC                                   |
| ------------------------------------ | ------------------------------------ | ------------------------------------ | ------------------------------------ | ------------------------------------ | ------------------------------------ | ------------------------------------ | ------------------------------------ |
| 1989                                 | Finaliste                            | 5                                    | 4                                    | 0                                    | 1                                    | 10                                   | 5                                    |
| 1994                                 | Quatrième                            | 4                                    | 2                                    | 0                                    | 2                                    | 5                                    | 6                                    |
| 1997                                 | Non inscrit                          | Non inscrit                          | Non inscrit                          | Non inscrit                          | Non inscrit                          | Non inscrit                          | Non inscrit                          |
| 2001                                 | Vainqueur                            | 6                                    | 4                                    | 2                                    | 0                                    | 12                                   | 3                                    |
| 2005                                 | Premier Tour                         | 3                                    | 1                                    | 0                                    | 2                                    | 1                                    | 4                                    |
| 2009                                 | Troisième                            | 4                                    | 3                                    | 0                                    | 1                                    | 6                                    | 3                                    |
| 2013                                 | Finaliste                            | 4                                    | 2                                    | 0                                    | 2                                    | 4                                    | 4                                    |
| 2017                                 | Vainqueur                            | 5                                    | 4                                    | 1                                    | 0                                    | 10                                   | 1                                    |
| 2023                                 | Non inscrit                          | Non inscrit                          | Non inscrit                          | Non inscrit                          | Non inscrit                          | Non inscrit                          | Non inscrit                          |
| Total                                | -                                    | 31                                   | 20                                   | 3                                    | 8                                    | 48                                   | 26                                   |

## Palmarès

### Tournois international
- Coupe du monde U-20
  - Quatrième en 2005
- Championnat arabe des moins de 20 ans
  -  Vainqueur en 1989, 2011
- Jeux de la Francophonie
  -  Vainqueur en 2001 et 2017
  -  Finaliste en 1989 et 2013
  -  Troisième 2009
- Jeux méditerranéens
  -  Médaillé d'or en 2013
    - (Palmarès 2005-2018)

### Tournois continental
- Coupe d'Afrique des nations junior
  -  Vainqueur en 1997
  -  Finaliste en 2025
  -  Troisième en 1987

### Tournois sous-continental
- Championnat d'Afrique du Nord des nations de football des moins de 20 ans
  -  Vainqueur en 2015, 2020 et 2024
  -  Finaliste en 2006, 2014, 2023

## Sélection actuelle
Les joueurs suivants sont sélectionnés par Mohammed Ouahbi pour prendre part à la CAN U20.

### Appelés récemment
Les joueurs suivants ne font pas partie du dernier groupe appelé mais ont été retenus en équipe nationale lors des 6 derniers mois.
Les joueurs qui comportent le signe , sont blessés au moment de la dernière convocation.
Les joueurs qui comportent le signe , sont suspendus au moment de la dernière convocation.
| Pos. | Nom                | Date de Naissance | Sél. | Buts | Club           | Dernier appel                                |  |
| ---- | ------------------ | ----------------- | ---- | ---- | -------------- | -------------------------------------------- |  |
| AT   | Yassir Zabiri      | 23 février 2005   | 22   | 12   | FC Famalicão   | vs Kenya -20 ans, 1er mai 2025               |  |
| G    | Sofiane Karraoui   | 10 août 2006      | 0    | 0    | CD Nacional    | Stage de préparation, mars 2025              |  |
| AT   | Ayman Zouin        | 29 décembre 2006  | 0    | 0    | Inter Milan    | Stage de préparation, mars 2025              |  |
| AT   | Ilyes Housni       | 14 mai 2005       | 0    | 0    | Le Havre AC    | Stage de préparation, mars 2025              |  |
| AT   | Elyess Dao         | 20 novembre 2006  | 3    | 0    | RSC Anderlecht | Stage de préparation, mars 2025              |  |
| ML   | Mohamed Katiba     | 1er mars 2006     | 2    | 0    | HUS Agadir     | Stage de préparation, mars 2025              |  |
| ML   | Samir El Mourabet  | 6 octobre 2005    | 9    | 0    | RC Strasbourg  | Stage de préparation, mars 2025              |  |
| DF   | Ali Maamar         | 23 mars 2005      | 21   | 0    | RSC Anderlecht | Stage de préparation, mars 2025              |  |
| DF   | Faissal Al Mazyani | 18 janvier 2005   | 12   | 1    | RKC Waalwijk   | Stage de préparation, mars 2025              |  |
| DF   | Abdeslam Achhab    | 11 janvier 2003   | 13   | 0    | Fath US        | vs Libye -20 ans, 23 novembre 2024           |  |
| ML   | Naïm Byar          | 23 février 2005   | 9    | 1    | Bologne FC     | vs Algérie -20 ans, 20 novembre 2024         |  |
| AT   | Gessime Yassine    | 22 novembre 2005  | 8    | 1    | USL Dunkerque  | vs Algérie -20 ans, 20 novembre 2024         |  |
| DF   | Mohamed Ouyahia    | 2 mai 2005        | 4    | 0    | RS Berkane     | vs Arabie saoudite -20 ans, 8 septembre 2024 |  |
| DF   | Amin Rajouani      | 30 mars 2005      | 5    | 0    | CBC Real       | vs Arabie saoudite -20 ans, 8 septembre 2024 |  |
| DF   | Adam Boufandar     | 11 août 2006      | 1    | 0    | Juventus FC    | vs Arabie saoudite -20 ans, 8 septembre 2024 |  |
| DF   | Rachid Saiah       | 18 avril 2006     | 4    | 0    | RCD Espanyol   | vs Arabie saoudite -20 ans, 8 septembre 2024 |  |
| AT   | Anas Tajaouart     | 7 septembre 2005  | 9    | 1    | RSC Anderlecht | vs Arabie saoudite -20 ans, 8 septembre 2024 |  |